# Monastère de Tallaght
Le monastère de Tallaght (en latin, Monasterium Tamlactense) est un ancien monastère chrétien fondé au VIIIe siècle par Máel Ruain, à Tallaght, à quelques kilomètres au sud-ouest de l'actuelle Dublin, en Irlande. Il disparaît lors de la dissolution des monastères mais une présence chrétienne, anglicane et catholique, se maintient sur le site jusqu'à nos jours.

## Fondation
Le monastère de Tallaght est fondé en 769 par Máel Ruain, un des principaux acteurs du monachisme culdee en Irlande. Le monastère comprend des tours rondes faisant office de clochers et/ou de dépôt pour les reliques que Mael Ruian aurait rapporté avec lui, supposément des reliques des saints Paul et Pierre et des cheveux de la Vierge Marie.
Le mot tallaght est une variante du mot irlandais Tamlachta, qui tire son origine de la combinaison des mots tam (peste) et lecht (monument en pierre). Le nom rappelle une hypothétique peste qui aurait eu lieu en Irlande en 2820 AM et aurait tué 9 000 personnes dans la colonie de Parthálon en une semaine. Tous ces morts aurait été enterrés dans une fosse commune recouverte de pierres dont découlerait le toponyme. L'existence d'anciens tumuli dans les environs est parfois présentée comme une preuve de la véracité de cette légende, bien que les archéologues n'aient découvert aucune fosse commune,.

## La communauté
Les compagnons de Máel Ruin à Tallaght comprenaient Oengus et Máel Dithruib, deux figures importante du mouvement Culdee. Les noms de quatre autres moines sont connus : Airennan, Eochaid, Joseph et Dichull. Ils sont tous désormais considérés comme saints dans la tradition catholique irlandaise,.

## Centre intellectuel
Tallaght est devenu un centre d'apprentissage au IXe siècle. Deux des œuvres majeures produites à Tallaght sont des martyrologes, celui de Máel Ruain (le martyrologe de Tallaght) et celui d'Oengus (Félire Óengusso). La vie au monastère a été relatée dans un texte appelé Mémoires de Tallaght, probablement achevé en 840 de notre ère.
Le Missel de Stowe a également été rédigé à Tallaght. Il s'agit d'un ouvrage soulignant l'importance de la communauté opposé à l'individualisme. Après la mort de Máel Ruain, le Missel de Stowe fut emporté par Máel Dithruib au monastère de Terryglass.

## Vie quotidienne
La règle du monastère est similaire et probablement basée sur celle établie à l'abbaye de Saint-Arnould à Metz sous l'évêque Chrodegang. La nourriture doit être de pauvre qualité et consommée en quantité très modérées pour éviter la gourmandise, de même pour les boissons. L'auteur du Mémoire de Tallaght nous a laissé cette description :
Not a drop of beer was drunk in Tallaght in Maelruain’s [sic] lifetime. When his monks used to go anywhere else, they used not to drink a drop of beer in Tir Cualann, whomsoever they might happen to meet. However, when they went a long distance, in that case they were allowed to drink. Nor a morsel of meat was eaten in Tallaght in his lifetime [unless] it were a deer or a wild swine. What meat there was [at Tallaght was served to] the guests.
La vie quotidienne au monastère comprend la messe, la prière et des travaux tels que le jardinage et les métiers répondant aux besoins pratiques de la communauté. Ceux qui savent lire et écrire travaillent au scriptorium, composant et copiant des manuscrits.

## Histoire
Le site d'implantation fut donné à Máel Ruain « en l'honneur de Dieu et de Saint Michel » par Cellach mac Dúnchada de Ui Donnchada, petit-fils de Donogh roi de Leinster. Le monastère résiste en 811 à une attaque des Vikings et a se maintient, sous une forme assez modeste, jusqu'à l'invasion anglo-normande de 1169.

À la suite des troubles de cette période, le pape Alexandre III publie une bulle le 20 avril 1179, par laquelle Tallaght, ainsi que ses chapelles secondaires de Killohan et St. Bride's, sont unies à l'archidiocèse de Dublin. En 1223 l'archevêque Henry de Loundres rattache le doyenné de Tallaght à la cathédrale Saint-Patrick de Dublin. La ville de Tallaght se développe progressivement autour du monastère et l'archevêque de Dublin, nommé par les Anglais, y construit y restaure un palais. En 1324, le palais est fortifié pour protéger les Anglais de Tallaght des maraudeurs du clan O'Byrne. Ce besoin de protection est également visiblement dans la construction d'un château anglo-normand, Belgard, juste à l'est du monastère. En 1324, Alexander de Bicknor construit ou restaure un manoir archiépiscopal à Tallaght, fortifié à son tour pour protéger les Anglais de Dublin des attaques des O'Byrnes,,.

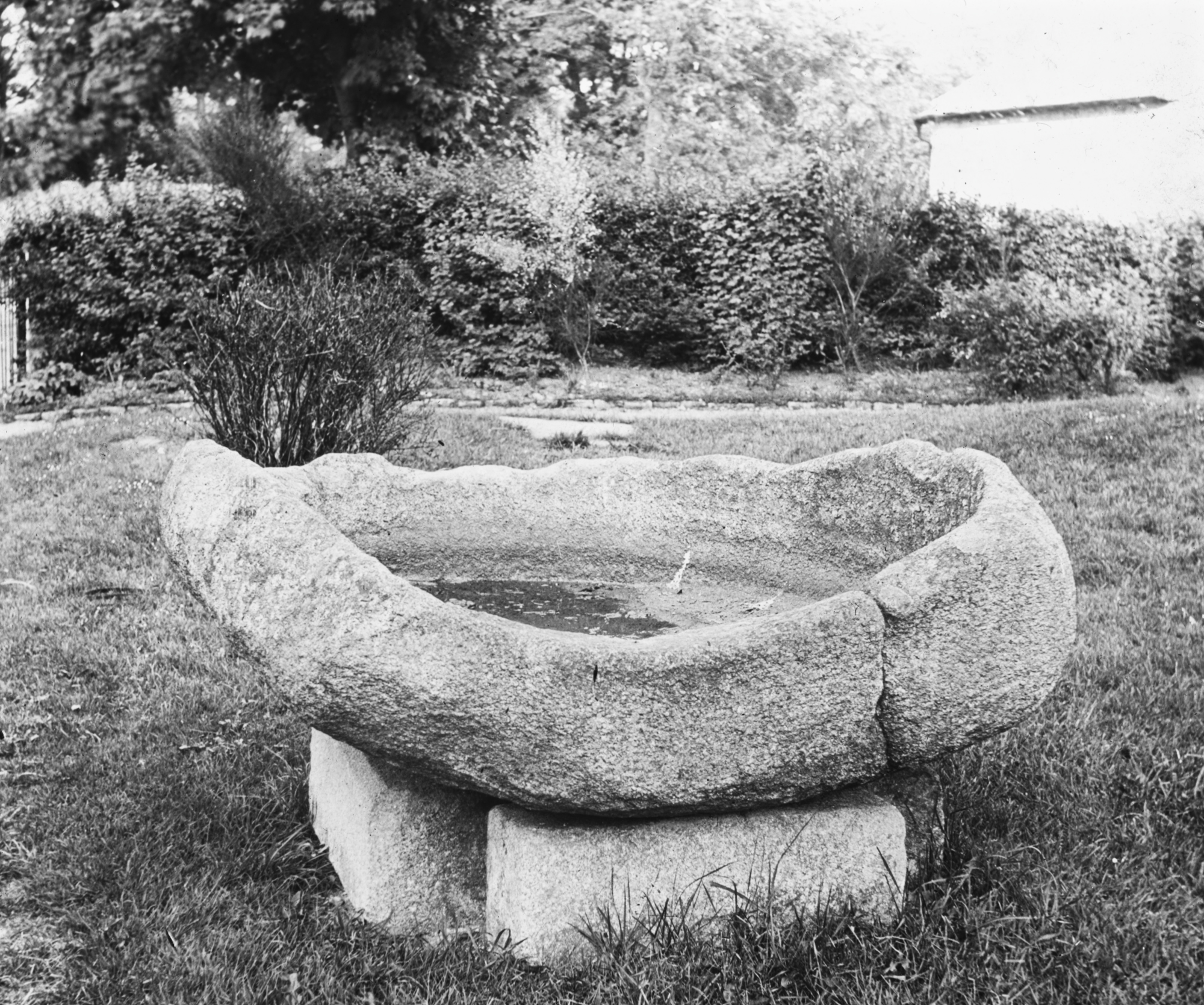
Bénitier en granit conservé

Lors de la dissolution des monastères au XVIe siècle, les archevêques protestants prennent la direction de Tallaght. Le monastère, détérioré au XVIIe siècle, est démoli par l'archevêque anglican en 1729 pour le remplacer par une résidence archiépiscopale. La tour est tout ce qui reste du château. Le château est toutefois vendu en 1812 aux Dominicains, qui y édifient un noviciat catholique et une église. Un centre de retraite dominicain se trouve aujourd'hui encore sur le site.
Seuls deux vestiges de l'ancien monastère sont visibles aujourd'hui, tous deux grossièrement sculptés dans du granit. Il s'agit d'un immense bénitier et d'une croix appelée Croix de Saint Máelruain. L'église Saint-Máelruain de l'église anglicane d'Irlande est construite sur le site en 1829. L'église, ainsi que le centre de retraite dominicain établissent à Tallaght une continuité du culte chrétien depuis près de 1 300 ans.